# Svenska Hockeyligan
Svenska Hockeyligan (SHL) (1975-2013: Elitserien i ishockey) er den øverste ishockey-række i Sverige. Ligaen regnes for at være en af de 2-3 bedste ligaer i Europa (sammen med den russiske og den finske liga.)
Ligaen består af 12 hold der spiller 55 kampe i grundserien. De 8 bedste hold går videre til slutspillet hvor der spilles kvartfinaler, semifinaler og finale i stil med den danske Superisliga. De to nederst placerede hold ryger i den såkaldte Kvalserien hvor de møder de bedste hold fra den næstbedste række, Hockeyallsvenskan om retten til at spille i SHL den følgende sæson.

## Danske spillere sæsonen 2011-12
- Stefan Lassen – Djurgården
- Morten Madsen – MODO Hockey

## Svenske mestre fra 1922 til i dag
| - 1922 - IK Göta - 1923 - IK Göta - 1924 - IK Göta - 1925 - Södertälje SK - 1926 - Djurgårdens IF - 1927 - IK Göta - 1928 - IK Göta - 1929 - IK Göta - 1930 - IK Göta - 1931 - Södertälje SK - 1932 - Hammarby IF - 1933 - Hammarby IF - 1934 - AIK - 1935 - AIK - 1936 - Hammarby IF - 1937 - Hammarby IF - 1938 - AIK - 1939 - Intet mesterskab - 1940 - IK Göta - 1941 - Södertälje SK - 1942 - Hammarby IF - 1943 - Hammarby IF - 1944 - Södertälje SK - 1945 - Hammarby IF - 1946 - AIK - 1947 - AIK - 1948 - IK Göta - 1949 - Intet mesterskab - 1950 - Djurgårdens IF - 1951 - Hammarby IF - 1952 – Intet mesterskab - 1953 - Södertälje SK - 1954 - Djurgårdens IF | - 1955 - Djurgårdens IF - 1956 - Södertälje SK (Grundserievinder) - 1957 - Gävle Godtemplares IK (Grundserievinder) - 1958 - Djurgårdens IF (Grundserievinder) - 1959 - Djurgårdens IF (Grundserievinder) - 1960 - Djurgårdens IF (Grundserievinder) - 1961 - Djurgårdens IF (Grundserievinder) - 1962 - Djurgårdens IF (Grundserievinder) - 1963 - Djurgårdens IF (Grundserievinder) - 1964 - Brynäs IF (Grundserievinder) - 1965 - Västra Frölunda IF (Grundserievinder) - 1966 - Brynäs IF - 1967 - Brynäs IF - 1968 - Brynäs IF (Grundserievinder) - 1969 - Leksands IF (Grundserievinder) - 1970 - Brynäs IF (Grundserievinder) - 1971 - Brynäs IF (Grundserievinder) - 1972 - Brynäs IF (Grundserievinder) - 1973 - Leksands IF (Grundserievinder) - 1974 - Leksands IF (Grundserievinder) - 1975 - Leksands IF - 1976 - Brynäs IF - 1977 - Brynäs IF - 1978 - Skellefteå AIK - 1979 - MoDo AIK - 1980 - Brynäs IF - 1981 - Färjestads BK - 1982 - AIK - 1983 - Djurgårdens IF - 1984 - AIK - 1985 - Södertälje SK - 1986 - Färjestads BK - 1987 - IF Björklöven | - 1988 - Färjestads BK - 1989 - Djurgårdens IF - 1990 - Djurgårdens IF - 1991 - Djurgårdens IF - 1992 - Malmö IF - 1993 - Brynäs IF - 1994 - Malmö IF - 1995 - HV71 - 1996 - Luleå HF - 1997 - Färjestads BK - 1998 - Färjestads BK - 1999 - Brynäs IF - 2000 - Djurgårdens IF - 2001 - Djurgårdens IF - 2002 - Färjestads BK - 2003 - Västra Frölunda HC - 2004 - HV71 - 2005 - Frölunda HC - 2006 - Färjestads BK - 2007 - MODO Hockey - 2008 - HV71 - 2009 - Färjestads BK - 2010 - HV71 - 2011 - Färjestads BK - 2012 - Brynäs IF - 2013 - Skellefteå AIK - 2014 - Skellefteå AIK - 2015 - Växjö Lakers HC - 2016 - Frölunda HC - 2017 - HV71 - 2018 - Växjö Lakers HC - 2019 - Frölunda HC |